# Freestyleskiën op de Olympische Winterspelen 2018 - Halfpipe vrouwen
Het onderdeel halfpipe voor vrouwen tijdens de Olympische Winterspelen 2018 vond plaats op 19 en 20 februari 2018 in het Bokwang Phoenix Park in Pyeongchang. Regerend olympisch kampioene was de Amerikaanse Maddie Bowman. Bowman eindigde ditmaal op de elfde plaats.

## Tijdschema
| Datum       | Lokale tijd | MET   | Ronde        |
| ----------- | ----------- | ----- | ------------ |
| 19 februari | 10:00       | 02:00 | Kwalificatie |
| 20 februari | 10:30       | 02:30 | Finale       |

## Uitslag

### Kwalificatie
| #  | Bib | Naam                | Land                           | 1e run | 2e run | Beste | Opm. |
| -- | --- | ------------------- | ------------------------------ | ------ | ------ | ----- | ---- |
| 1  | 3   | Cassie Sharpe       | Canada                         | 93.00  | 93.40  | 93.40 | Q    |
| 2  | 7   | Marie Martinod      | Frankrijk                      | 91.60  | 92.00  | 92.00 | Q    |
| 3  | 1   | Brita Sigourney     | Verenigde Staten               | 90.60  | 90.60  | 90.60 | Q    |
| 4  | 6   | Annalisa Drew       | Verenigde Staten               | 85.40  | 86.00  | 86.00 | Q    |
| 5  | 13  | Ayana Onozuka       | Japan                          | 74.60  | 84.80  | 84.80 | Q    |
| 6  | 4   | Maddie Bowman       | Verenigde Staten               | 83.60  | 83.80  | 83.80 | Q    |
| 7  | 11  | Sabrina Cakmakli    | Duitsland                      | 81.80  | 31.40  | 81.80 | Q    |
| 8  | 2   | Zhang Kexin         | China                          | 80.60  | 81.00  | 81.00 | Q    |
| 9  | 22  | Rowan Cheshire      | Groot-Brittannië               | 74.00  | 71.40  | 74.00 | Q    |
| 10 | 8   | Valeria Demidova    | Olympische atleten uit Rusland | 71.00  | 73.60  | 73.60 | Q    |
| 11 | 24  | Rosalind Groenewoud | Canada                         | 73.20  | 72.80  | 73.20 | Q    |
| 12 | 17  | Anaïs Caradeux      | Frankrijk                      | 25.00  | 72.80  | 72.80 | Q    |
| 13 | 12  | Elisabeth Gram      | Oostenrijk                     | 72.20  | 20.00  | 72.20 |      |
| 14 | 10  | Saori Suzuki        | Japan                          | 69.20  | 71.80  | 71.80 |      |
| 15 | 5   | Devin Logan         | Verenigde Staten               | 71.60  | 25.60  | 71.60 |      |
| 16 | 20  | Janina Kuzma        | Nieuw-Zeeland                  | 67.80  | 48.60  | 67.80 |      |
| 17 | 14  | Molly Summerhayes   | Groot-Brittannië               | 60.80  | 66.00  | 66.00 |      |
| 18 | 16  | Jang Yu-jin         | Zuid-Korea                     | 64.40  | 60.00  | 64.40 |      |
| 19 | 21  | Chai Hong           | China                          | 58.00  | 63.60  | 63.60 |      |
| 20 | 15  | Wu Meng             | China                          | 53.40  | 61.00  | 61.00 |      |
| 21 | 9   | Yurie Watabe        | Japan                          | 21.20  | 56.60  | 56.60 |      |
| 22 | 18  | Britt Hawes         | Nieuw-Zeeland                  | 52.20  | 57.40  | 57.40 |      |
| 23 | 19  | Laila Friis-Salling | Denemarken                     | 45.00  | 11.80  | 45.00 |      |
| 24 | 23  | Elizabeth Swaney    | Hongarije                      | 30.00  | 31.40  | 31.40 |      |

### Finale
| #      | Bib | Naam                | Land                           | 1e run | 2e run | 3e run | Beste |
| ------ | --- | ------------------- | ------------------------------ | ------ | ------ | ------ | ----- |
| Goud   | 3   | Cassie Sharpe       | Canada                         | 94.40  | 95.80  | 42.00  | 95.80 |
| Zilver | 7   | Marie Martinod      | Frankrijk                      | 92.20  | 92.60  | 23.20  | 92.60 |
| Brons  | 1   | Brita Sigourney     | Verenigde Staten               | 89.80  | 88.60  | 91.60  | 91.60 |
| 4      | 6   | Annalisa Drew       | Verenigde Staten               | 86.80  | 73.00  | 90.80  | 90.80 |
| 5      | 13  | Ayana Onozuka       | Japan                          | 50.80  | 77.20  | 82.20  | 82.20 |
| 6      | 8   | Valeria Demidova    | Olympische atleten uit Rusland | 79.00  | 80.60  | 77.60  | 80.60 |
| 7      | 22  | Rowan Cheshire      | Groot-Brittannië               | 75.40  | 17.80  | 13.60  | 75.40 |
| 8      | 11  | Sabrina Cakmakli    | Duitsland                      | 74.20  | 57.60  | 20.40  | 74.20 |
| 9      | 2   | Zhang Kexin         | China                          | 73.00  | 55.40  | 71.00  | 73.00 |
| 10     | 24  | Rosalind Groenewoud | Canada                         | 70.60  | 67.80  | 66.60  | 70.60 |
| 11     | 4   | Maddie Bowman       | Verenigde Staten               | 25.80  | 26.40  | 27.00  | 27.00 |
| 12     | 17  | Anaïs Caradeux      | Frankrijk                      | DNS    | DNS    | DNS    | DNS   |